# Anagnina (metropolitana di Roma)
Anagnina è una stazione della linea A della metropolitana di Roma.

## Storia
La stazione fu costruita come capolinea sud-orientale della prima tratta della linea A della metropolitana di Roma, entrata in servizio il 16 febbraio 1980.

## Struttura e impianti

### Configurazione
Anagnina è una stazione sotterranea terminale che possiede due binari serviti da due banchine non collegate direttamente tra di loro. Al piano sovrastante quello dei binari ci sono le biglietterie e un gabbiotto per la polizia che sorveglia l'entrata nell'area della stazione.
Sorge a 53 metri sul livello del mare.

### Architettura
All'interno della stazione è conservata come monumento l'elettromotrice STEFER n.82, che prestava servizio sulla rete delle tranvie dei Castelli Romani; l'ultimo tratto di quest'ultima fu soppresso nel 1980 con l'apertura della linea A.
L'atrio della stazione ospita inoltre alcuni mosaici del premio Artemetro Roma. Gli autori dei mosaici esposti sono gli italiani Luigi Veronesi e Lucio Del Pezzo, il russo Michail Kulakov e lo svizzero Gottfried Honegger.

## Servizi
La stazione è dotata di un impianto di videosorveglianza e di due parcheggi di scambio.
- Biglietteria a sportello
- Biglietteria automatica
- Servizi igienici
- Bar
- Negozi

## Interscambi
La stazione è uno dei principali nodi di scambio con linee di autobus urbane ed extraurbane, gestite rispettivamente da ATAC e Cotral; è inoltre presente una navetta che collega direttamente Anagnina con l'aeroporto di Roma-Ciampino.
- Fermata autobus

## Galleria d'immagini

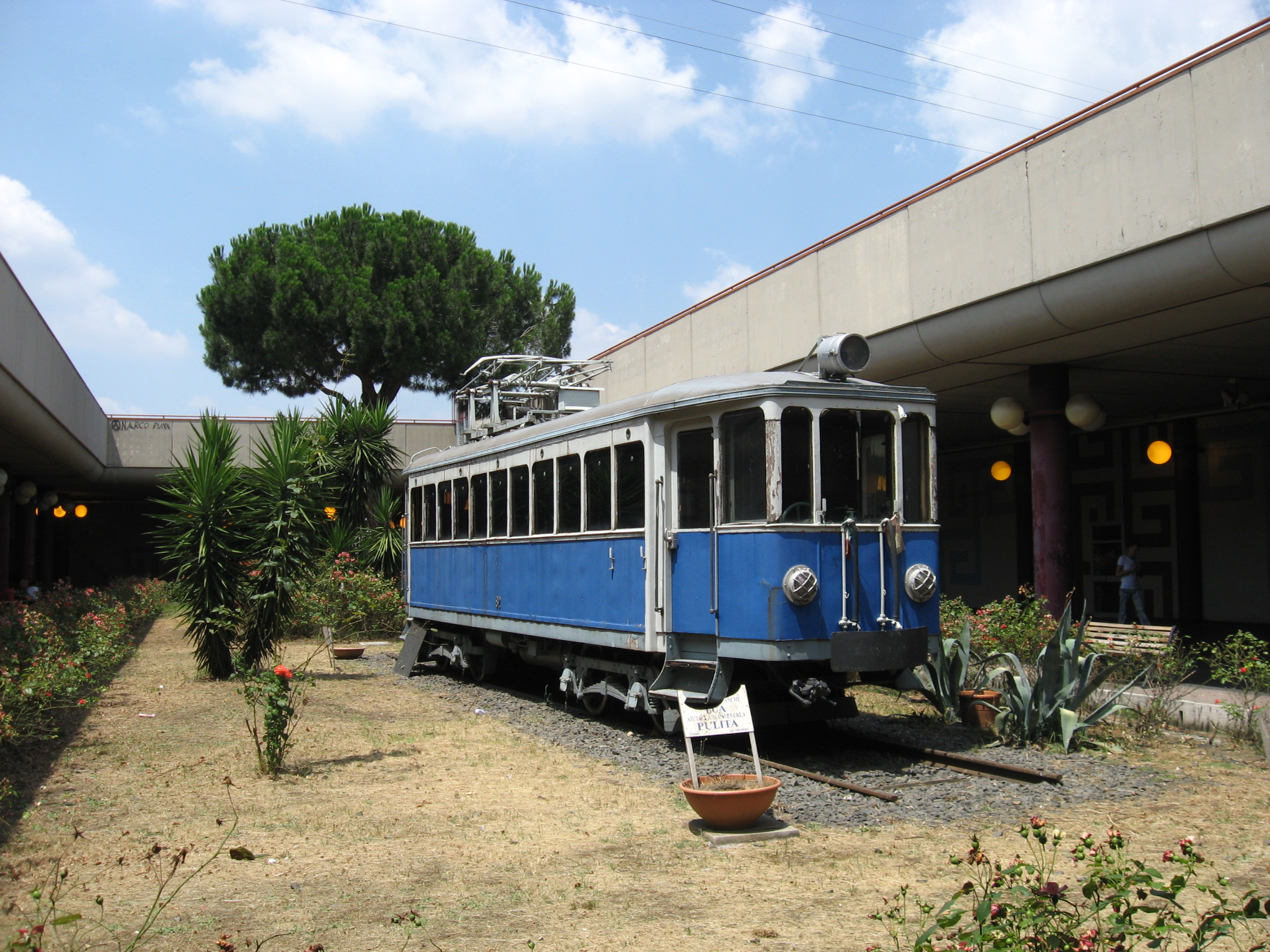
L'elettromotrice STEFER n.82